# あなたに逢えるその日まで…
『あなたに逢えるその日まで…』（あなたにあえる そのひまで、原題：'Til There Was You）は、1997年に公開されたアメリカ映画。ジーン・トリプルホーン演ずるヒロインが運命の男と会えるまでを描く恋愛喜劇である。「運命の男」役は『ザ・プラクティス ボストン弁護士ファイル』主演のディラン・マクダーモット。日本では劇場未公開で、2007年にDVDが発売された。

## あらすじ
子供の頃に頭をぶつけ合ったきり、何の接点もないまま大人になった女と男。女グウェンをジーン・トリプルホーンが演じ、男ニックをディラン・マクダーモットが演じる。ニックは建築家になり、伝統あるアパートの跡地のための建物を設計している。グウェンはそのアパートの取り壊しの阻止を働きかけている。子役として人気者だった女優フランチェスカとニックは恋仲である。

## キャスト
※括弧内は日本語吹替
- グウェン・モス - ジーン・トリプルホーン（沢海陽子）：ゴーストライター[2]
- ニック - ディラン・マクダーモット（井上倫宏）：建築家
- フランチェスカ・ランフィールド - サラ・ジェシカ・パーカー（田中敦子）：元人気子役だった女優
- デビー - ジェニファー・アニストン（日野由利加）：医師
  - 13歳のデビー - アマンダ・フラー：デビーの少女時代
- ジョン・ハス - クレイグ・ビアーコ（梅津秀行）
- ソフィア・モンロー - ニナ・フォック（定岡小百合）
- ハリエット - アリス・ドラモンド（島美弥子）
- グレゴリー - ケン・オリン（石田圭祐）
- ベティ・ドーン - カレン・アレン
- アンジェネル - ケイシー・レモンズ

## スタッフ
- 監督：スコット・ウィナント（英語版）
- 脚本：ウィニー・ホルツマン（英語版）
- 撮影：ボビー・ブコウスキー